# 콜롬비아공원
콜롬비아공원은 인천광역시 서구 가정동 1-412에 있던 옛 공원이다. 1975년 9월 24일에 라틴 아메리카 국가 중에서 유일하게 유엔사령부의 일원으로 한국 전쟁에 참전하여 전사한 콜롬비아의 군인 611명을 기념하기 위해 콜롬비아 한국전 참전 기념비와 함께 조성되었다.
부지면적 3,686m2, 기념비 높이 10m, 기단 높이 2m 규모로, 2003년 5월 국가보훈처로부터 현충시설로 지정되었다. 주한 콜롬비아 대사관에서는 해마다 콜롬비아공원에서 한국 전쟁에 참전했던 콜롬비아의 군인들을 추모하는 행사를 거행하기도 했다.
2018년 3월부터 도시 계획이라는 이유로 콜롬비아 한국전 참전 기념비를 인천광역시 서구 연희동 213-7번지 일대에 새로이 조성한 경명공원으로 이전하는 공사가 시작되었고 2018년 7월 25일에 설치 제막식을 거행하여 최종 이전이 완료되었다. 이로써 콜롬비아공원이라는 이름은 안타깝게도 사라지는 처지가 되었다.

## 같이 보기
- 인천상륙작전기념관